# La Méprise (roman)
Pour les articles homonymes, voir La Méprise.
La Méprise (russe : Отчаяние, anglais : Despair) est le dernier roman écrit en russe par l'auteur américano-russe Vladimir Nabokov. Il est d'abord publié en feuilleton dans le magazine expatrié russe Sovremennye Zapiski en 1934. Nabokov le traduit lui-même en anglais et l'envoie chez John Long, un imprimeur de la maison d'édition Hutchinson à Londres pour le faire éditer. 
Il est publié en 1939 en France, où il connaît un certain succès et fait connaître au public français cet auteur pourtant installé en France depuis cinq années.

## Résumé
Le roman raconte à la première personne l'histoire d'Hermann, personnage extrêmement mégalomane et marié à Lydia. Ce dernier tue un vagabond nommé Félix, pensant qu'il lui ressemble comme deux gouttes d'eau afin que sa prétendue veuve encaisse l'argent de l'assurance vie. Perclus de failles psychologiques, Hermann digresse et complexifie son histoire au fur et à mesure qu'il la raconte. Il donne des conseils de lecture, ajoute un personnage uniquement pour consolider un scénario au point qu'il est difficile à la fin de faire la part du vrai et de l'inventé.